# Petri Lindroos
Petri Lindroos (n. 10 ianuarie 1980, Espoo) este un cântăreț finlandez de muzică metal. Din 2004 cântă împreună cu trupa de folk metal Ensiferum, iar până în 2009 a cantat alături de Norther, o formație death metal.

## Discografie

### Cu Norther
- Warlord (2000) - Demo
- Released (2002) - CD Single
- Dreams of Endless War (2002) - CD
- Unleash Hell (2003) - CD Single
- Mirror of Madness (2003) - CD
- Spreading Death (2004) - CD/DVD Single
- Death Unlimited (2004) - CD
- Solution 7 EP (2005) - Mini CD
- Scream (2006) - CD Single
- Till Death Unites Us (2006) - CD
- No Way Back (2007) - EP
- N (2008)

### Cu Ensiferum
- Dragonheads (2006) EP
- "One More Magic Potion" (2007) CD Single
- Victory Songs (2007) CD
- From Afar (2009) CD
- Unsung Heroes (2012) CD
- One Man Army (2015) CD